# La Mariée
La Mariée (francosko za 'Nevesta') je slika na platnu iz leta 1950, ki meri 68 × 53 cm, belorusko-francoskega umetnika Marca Chagalla. Hrani se v zasebni zbirki na Japonskem.
Nevesta je bila vidno predstavljena v filmu Notting Hill iz leta 1999.

## Slika
Chagallove slike pogosto prikazujejo mlade ženske ali pare, toda v La Mariée je poudarek na edinstveni mladi ženski v skoraj poročni privlačnosti s šopkom rož. Ženska, ki jo je oboževalec Chagalla opisal kot »odo mladi ljubezni«, je gledalcu predstavljena na drzen in vpadljiv način, kot da je gledalec tisti, ki se z njo poroči.

### Barve
Druga posebnost La Mariée v primerjavi z večino drugih Chagallovih slik je izbor barv. Mlada ženska je živahno oblečena v rdečo obleko, čez glavo ima deviško belo tančico, ozadje pa je pretežno mešanica sveže in nežno modre in sive barve. Ta učinek omogoča, da podoba ženske skoči s platna in pritegne pozornost gledalca. Očitno je, da je Chagall poskušal poudariti žensko, kot je tradicija v številnih zakonih.

### Slike vLa Mariée
Poroka je glavna tema slike in vključuje element, ki ga najdemo na drugih Chagallovih slikah in v številnih drugih evropskih umetninah 20. stoletja, živali, ki igrajo na glasbila. V tem primeru je to koza, ki igra violončelo. Na sliki je prikazan tudi moški, ki visi nad glavo neveste z rokami na njeni tančici, cerkev, ki stoji v ozadju skoraj kot naknadna misel, moški, ki igra na flavto, dekle s kitkami, riba z rokami drži svečo in stol, še več stavb in veverico.

## Notting Hill
V filmu Notting Hill iz leta 1999 lik Anna Scott (Julia Roberts) vidi plakat Neveste v domu lika Williama Thackerja (Hugh Grant). Kasneje v filmu Anna, ko razglasi svojo ljubezen do Williama, mu da izvirnik.
Po besedah režiserja Rogerja Michella je v članku v Entertainment Weeklyju bila slika izbrana, ker je bil scenarist Richard Curtis oboževalec Chagallovega dela in ker La Mariée »prikazuje hrepenenje po nečem, kar je izgubljeno«. Producenti so dali narediti reprodukcijo za uporabo v filmu, vendar so morali najprej pridobiti dovoljenje lastnikov slike in pridobiti dovoljenje Britanskega združenja za avtorske pravice oblikovalcev in umetnikov. Reprodukcijo je ustvarila britanska umetnica Thomasina Smith. Po besedah producenta Duncana Kenworthyja, »... smo se morali strinjati, da ga uničimo. Skrbelo jih je, da bi lahko, če bi bil naš ponaredek predober, plaval po trgu in povzročal težave«. Članek ugotavlja, da bi lahko bila prava slika »vredna med 500.000 in 1 milijonom dolarjev«. Podobno Chagallovo delo, tudi imenovano La Mariée, je Christie's leta 2003 prodal za malo več kot 1 milijon dolarjev.